# Pollia americana
Pollia americana är en himmelsblomsväxtart som beskrevs av Robert Bruce Faden. Pollia americana ingår i släktet Pollia och familjen himmelsblomsväxter. Inga underarter finns listade.